# Izvoru Berheciului
Izvoru Berheciului est une commune roumaine située dans le județ de Bacău.